# Sixt-sur-Aff
Sixt-sur-Aff è un comune francese di 2 167 abitanti situato nel dipartimento dell'Ille-et-Vilaine nella regione della Bretagna.
Come si evince dal nome il territorio comunale è bagnato dalle acque del fiume Aff.

## Società

### Evoluzione demografica
Abitanti censiti